# زمین‌لرزه ۲۰۰۶ تایوان
زمین‌لرزه تایوان در تاریخ ۲۶ دسامبر ۲۰۰۶ میلادی، برابر با ‎۵ دی ۱۳۸۵، ساعت ۱۲:۲۶:۲۱ به زمان یوتی‌سی در تایوان رخ داد. ژرفای این زلزله ۲۲٫۵ کیلومتر بود، و بزرگی آن ۷ در مقیاس Mw اعلام شده‌است. زمین‌لرزه به وقت محلی در روز سه‌شنبه، ساعت ۲۰ روی داده و منطقه زمانی آن یوتی‌سی +۸ بوده‌است.
سازمان زمین‌شناسی آمریکا نیز رومرکز این زمین‌لرزه را در مختصات ۲۱°۴۷′۵۶″شمالی ۱۲۰°۳۲′۴۹″شرقی / ۲۱٫۷۹۹°شمالی ۱۲۰٫۵۴۷°شرقی و ژرفای آنرا در ۱۰ کیلومتر گزارش کرده‌است. بزرگی برگزیدهٔ این سازمان از میان بزرگیهای محاسبه‌شدهٔ مختلف ۷٫۱ در مقیاس Mw بوده و از دید اثر، در میان چهار دسته‌بندی «نامحسوس»، «محسوس»، «زیان‌آور» یا «با تلفات»، زلزله را «با تلفات» اعلام کرده‌است. چندین ساختمان در زمین‌لرزه آسیب دیده یا خراب شده‌است.
پروژهٔ «تنسور گشتاور مرکزوار» زاویه‌های (راستا، شیب، ریک) گسل سازندهٔ زمین‌لرزه و صفحه عمود بر آنرا (°۱۶۵، °۳۰، °۷۶-) یا (°۳۲۹، °۶۱، °۹۸-) و نوع گسل را«عادی» فرارسانده‌است.
شمار کشتگان زلزله حدود ۲ نفر بوده‌است. تعداد زخمیان ۴۰ نفر برآورده شده‌است.